# Tyra Gittens
Tyra Gittens, née le 6 juin 1998 à Saint Augustine (en), est une athlète trinidadienne spécialiste du saut en longueur et du saut en hauteur.

## Biographie
Les 13 et 14 mai 2021, à l'occasion d'un concours d'épreuves combinées à College Station aux États-Unis, Tyra Gittens établit un nouveau record de Trinité-et-Tobago du saut en hauteur en franchissant 1,95 m. Le lendemain, elle établit un nouveau record national dans l'épreuve du saut en longueur en atteignant la marque de 6,96 m (+2,0 m/s). Elle totalise 6 418 pts à l'issue des sept épreuves de l'heptathlon, signant son troisième record national en deux jours. La même année, elle se classe 10e de la finale du saut en longueur des Jeux olympiques de Tokyo

## Palmarès
| Date | Compétition                        | Lieu     | Résultat | Épreuve          | Marque |
| ---- | ---------------------------------- | -------- | -------- | ---------------- | ------ |
| 2017 | Championnats panaméricains juniors | Trujillo | 3e       | Saut en longueur | 6,22 m |
| 2021 | Jeux olympiques                    | Tokyo    | 10e      | Saut en longueur | 6,60 m |

## Records
| Épreuve          | Marque         | Lieu            | Date        |
| ---------------- | -------------- | --------------- | ----------- |
| Saut en hauteur  | 1,95 m (NR)    | College Station | 13 mai 2021 |
| Saut en longueur | 6,96 m (NR)    | College Station | 14 mai 2021 |
| Heptathlon       | 6 418 pts (NR) | College Station | 14 mai 2021 |